# ネックブリーカー
ネックブリーカー（Neckbreaker）は相手の首を攻撃するプロレス技の一種。別名首砕き、首折り。

## 概要
プロレスにおける古典的な技の一つ。
立っている相手の後方から相手と背中合わせになり、相手の後頭部を掴み自らの肩の上に乗せ、そのまま相手を倒しながら自らの背中をマット上に倒し、その衝撃で相手の頭部へダメージを与えるというもの。
リバース式の新型エース・クラッシャーやダイヤモンド・カッターともいえる。ただ、これらの技よりもかなり昔にネックブリーカーは考案されていた。
この技の元祖はショーマン派の大物として人気を博したゴージャス・ジョージであるとされる（週刊ゴング2000年6月8日号の竹内宏介の寄稿より。ただし竹内は、「ネックブリーカー・ドロップ」と表記している）。
技名にある「ブリーカー」は、アームブリーカーやバックブリーカーと同じで、英語の「breaker（ブレイカー）」の単語が変化したもの。
「ネックブリーカー・ドロップ」と混同されるが、別の技である。

## 派生技

### スウィング・ネック・ブリーカー・ドロップ
スウィング・ネック・ブリーカー・ドロップは正面から相手を前屈みにして相手の頭部を両手で掴み、そして勢いを付けて相手の頭部を捕まえたまま自らの体と相手の体を共に反転させて背中合わせになり、同時に相手の後頭部を自らの肩の上に乗せて、自分の体を背面からマットに倒しながら相手の体も倒し、マットに着地したときの衝撃で頭部へダメージを与えるネックブリーカー。スピーディーに繰り出すことにより、その勢い、反転時の遠心力でダメージが大きくなる。別名スインギング・ネックブリーカー、ネックブリーカードロップ (neck breaker drop) 、首折り落し（くびおりおとし）。ジャイアント馬場のオリジナル・フィニッシュ・ホールドのネックブリーカー・ドロップとは異なる技。
古くはフレッド・ブラッシーや全盛時のジャイアント馬場が得意技にしていた。ホンキー・トンク・マンは自身のギミックに合わせ、エルヴィス・プレスリーの曲名でもあるシェイク・ラトル&ロールの名称で用いた。マスクド・スーパースターは相手の片腕を掴んで繰り出す独自のスイング式を使用しており、ウィリアム・リーガルはリーガル・カッターの名称で相手の片腕をコブラクラッチのように首に交差させて放った。相手の両腕を捉えて放つクロスアーム式はオカダ・カズチカが繋ぎ技として使用している。

### ショルダー式ネックブリーカー
ショルダー式ネックブリーカー（ショルダーしきネックブリーカー）はビル・ロビンソンが公開したヨーロッパ式ネックブリーカー。若き日のロビンソンはフロントチョークの形で相手の首を掴んでから回転してジャンプするようにこの技を仕掛けていたが、現在では立っている相手の後方から相手と背中合わせになり、相手の後頭部を掴み自らの肩の上に乗せ、そのまま相手を倒しながら自らはマット上に尻餅をつくように着地し、その衝撃で相手の首へダメージを与えるのが多い。シットアウト・ネックブリーカーまたはシットダウン・ネックブリーカーとも呼ばれる。通常型が背中から着地するのに対し、この技は尻から着地する。後年に考案されたスタナーのリバース式ともいえる。
ロビンソンとの幾度の対戦からドリー・ファンク・ジュニアも全盛期に多用しており、ロビンソンから直接教えられた天龍源一郎も時折使用していた。蝶野正洋、エル・サムライ、ジョニー・スミス、スコット・ノートンなども繋ぎ技としていたことがある。"ザ・フランチャイズ" シェーン・ダグラスは自身のニックネームに合わせ、フランチャイザーの名称で使用していた。

### フィッシャーマンズ式・ネックブリーカー
フィッシャーマンズ式・ネックブリーカー（フィッシャーマンズしき・ネックブリーカー）はその名のとおり、フィッシャーマンズ・スープレックスのように正面から相手の頭を片方の腕で抱え、もう片方の腕で相手の片足の腿辺りを抱える。その状態からスピーディーに自分の体と相手の体を同時に反転させ、同時にマットへ落下し、その衝撃で相手の頭部・背面にダメージを与える。
相手の首を側面から取り、足を取らないまま前方に回転して決める方法もある。主な使用者はドノバン・モーガン、ビル・ゴールドバーグなど。別名フィッシャーマンズ・ネックブリーカー。

### コークスクリュー・ネックブリーカー
ジョン・モリソンのムーンライト・ドライブや、武藤敬司のオリジナル技でネック・スクリューで使用。クライム・タイムの合体技G9（バックフリップとの合体技）など、相手の首を側面からクラッチして、足を取らないまま前方に回転して決める方法もある。
ムーンライト・ドライブ
前傾姿勢の相手の首元に左手を差し込んでクラッチし、そこから勢いよく前方回転することで相手を横回転させながら後頭部からマットに叩きつける。
ネック・スクリュー
ブレーンバスターの体勢で相手をトップロープに宙吊り状態にして相手の左腕をロックして、相手の首を抱え込み固定したまま勢い良く自身の体を捻ってマットに叩き落す技。
G9
サモアン・ドロップから前方回転式・ランニング・ネックブリーカーに移行する連携技。

### 変形スイング・ネックブリーカー
エゴ・トリップ
ブレーンバスターの体勢で担ぎ上げた相手の両足をトップロープに掛け、そこから捻りを加えて後頭部からマットに叩きつける変形スウィング・ネックブリーカー。
ツイスト・アンド・シャウト
ブレーンバスターの体勢から相手を持ち上げずに、そのまま自身の体を高速で右方向へ捻りながら、相手を後頭部から背中にかけてマットに叩きつける。
マジックキラー
自身がブレーンバスターで抱えて、タッグパートナーの右肩に相手の脚を乗せて、2人同時にひねりを加えながら倒れ込み相手をマットに叩きつけるタッグ技で決める変形スウィング・ネックブリーカー。

### 飛び付き式ネックブリーカー
スイング式の改良型。四つん這いになっている相手もしくは立っている相手（特に若干前屈みで立っている相手）に対して助走をつけて走っていって相手の頭部をキャッチし、そのまま止まらずにジャンプしながら相手の体を反転させてネックブリーカーでマットへ倒す技。主な使用者はシェーン・ダグラス、大森隆男、伊藤旭彦など。

### ゴリー・クラッシャー
ネックブリーカーとゴリー・スペシャルの合成技。ゴリー・スペシャルの要領で相手を背中合わせの状態で担ぎ上げ、相手の両足を曲げて、自らの膝に掛け、相手の頭部を自分の肩の上で両手で固定。その状態のままマットへ座り込み、その衝撃により首および背骨、さらに両腿にダメージを与える技。ウィドウズ・ピーク（ビクトリア）、リミッター・ショック（HUB）、ブルー・ディスティニー（鈴木鼓太郎）などの名称でも使用されており、それぞれ技へ移行するまでのフォームが異なる。
派生型として、技を仕掛けた後も相手を離さずそのまま締め上げギブアップを狙うホールド式、鈴木鼓太郎とリッキー・マルビンとのツープラトン攻撃であるパーフェクト・ブルー・デスティニーがある。

### オーバードライブ
変型スイング式ネックブリーカー。前屈みになった相手の首の後ろに自分の片足を引っ掛け、相手の片腕を取る。その状態から振り子のように反動をつけて前方に倒れ込むことで後頭部からマットに叩きつける。
開発者はエリックス・スキッパー（その後、プレイ・オブ・ザ・デイに改称、日本遠征時はブレイド・オブ・ザ・デッドの名称が用いられた）。他の主な使用者は、ランディ・オートン（デビュー後初期にオゾンの名称で使用）、カリート、マット・ストライカー、MVP（プレイメーカーの名称で使用）など。

### リバース・ネックブリーカー

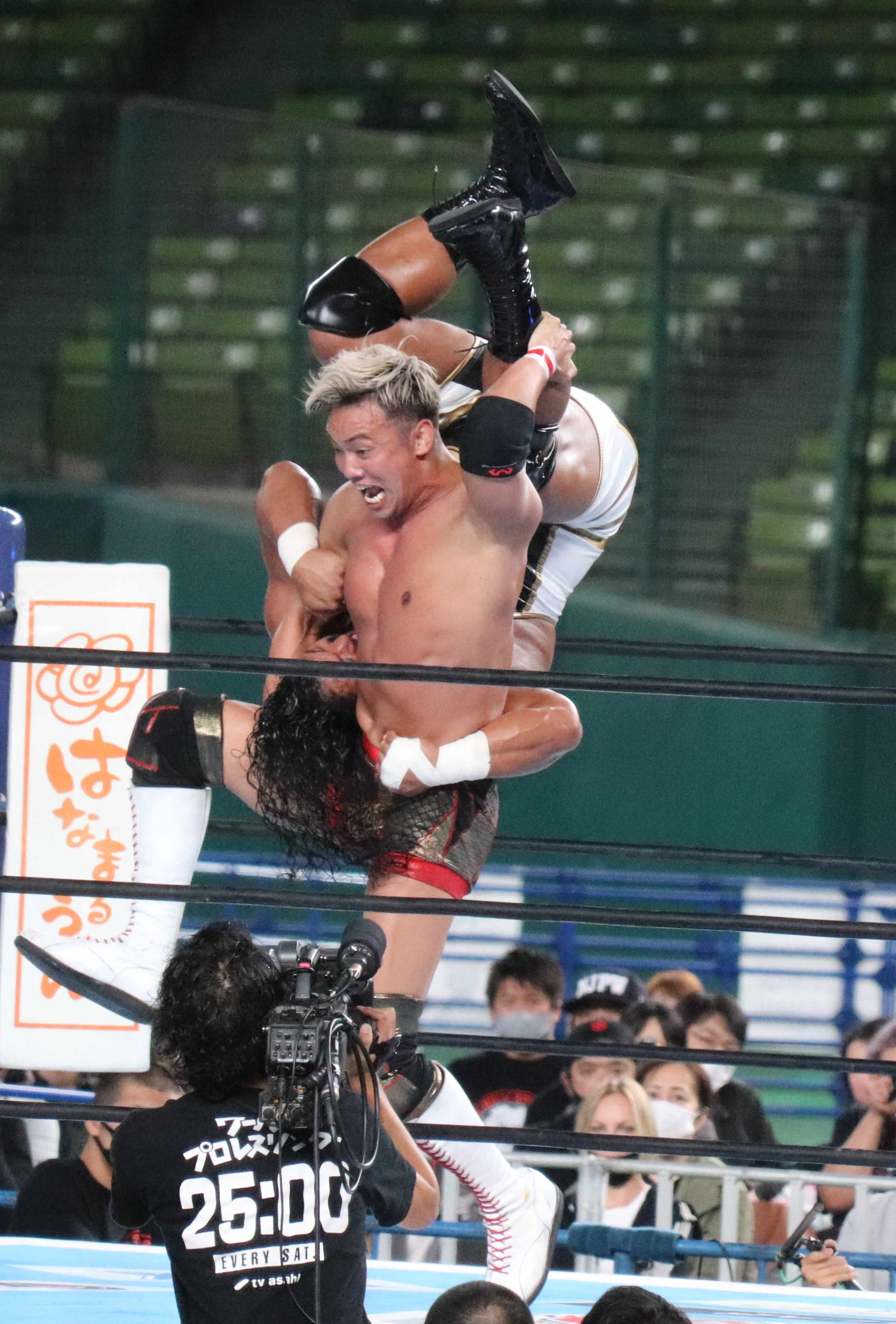
リバース・ネックブリーカー

相手を水車落としの要領で逆さまにして背中に担ぎ上げ、頭部を右脇下で抱え込み、そこから勢いよく片膝をついて相手の後頭部、もしくは首を突き出した右膝に打ち付ける。開発はオカダ・カズチカ。発表時のフォームは異なるものであったが、のちに途中まではシュバインと同系となる（ただし真下に落さず、あくまで相手の首を自らの脚に打ち当てることが異なる）。